# Leo Matiz
 (mai 2023).
 (mai 2023).
La mise en forme du texte ne suit pas les recommandations de Wikipédia : il faut le « wikifier ».
Les points d'amélioration suivants sont les cas les plus fréquents. Le détail des points à revoir est peut-être précisé sur la page de discussion.
- Les titres sont pré-formatés par le logiciel. Ils ne sont ni en capitales, ni en gras.
- Le texte ne doit pas être écrit en capitales (les noms de famille non plus), ni en gras, ni en italique, ni en « petit »…
- Le gras n'est utilisé que pour surligner le titre de l'article dans l'introduction, une seule fois.
- L'italique est rarement utilisé : mots en langue étrangère, titres d'œuvres, noms de bateaux, etc.
- Les citations ne sont pas en italique mais en corps de texte normal. Elles sont entourées par des guillemets français : « et ».
- Les listes à puces sont à éviter, des paragraphes rédigés étant largement préférés. Les tableaux sont à réserver à la présentation de données structurées (résultats, etc.).
- Les appels de note de bas de page (petits chiffres en exposant, introduits par l'outil «  Source ») sont à placer entre la fin de phrase et le point final[comme ça].
- Les liens internes (vers d'autres articles de Wikipédia) sont à choisir avec parcimonie. Créez des liens vers des articles approfondissant le sujet. Les termes génériques sans rapport avec le sujet sont à éviter, ainsi que les répétitions de liens vers un même terme.
- Les liens externes sont à placer uniquement dans une section « Liens externes », à la fin de l'article. Ces liens sont à choisir avec parcimonie suivant les règles définies. Si un lien sert de source à l'article, son insertion dans le texte est à faire par les notes de bas de page.
- La présentation des références doit suivre les conventions bibliographiques. Il est recommandé d'utiliser les modèles {{Ouvrage}}, {{Chapitre}}, {{Article}}, {{Lien web}} et/ou {{Bibliographie}}. Le mode d'édition visuel peut mettre en forme automatiquement les références.
- Insérer une infobox (cadre d'informations à droite) n'est pas obligatoire pour parachever la mise en page.

Pour une aide détaillée, merci de consulter Aide:Wikification.
Si vous pensez que ces points ont été résolus, vous pouvez retirer ce bandeau et améliorer la mise en forme d'un autre article.
Leonet Matiz Espinoza — communément appelé « Leo Matiz »  —, né le 1er avril 1917 à Aracataca (Colombie) et mort le 24 octobre 1998 à Bogotá (Colombie) est un photographe, caricaturiste, peintre, éditeur de journaux et galeriste colombien.
Il publie ses premières photos et intègre l’École des Beaux-Arts de Bogotá. Il collabore à diverses publications colombiennes en tant que “reporter graphique” et rejoint le Mexique en 1940, à pied. Il y fréquentera des artistes et écrivains tels que Pablo Neruda ou Porfírio Barba Jacob et collaborera de nombreuses fois avec les États-Unis. Un différend avec l’artiste David Alfaro Siqueiro se terminera par l’incendie du studio de Matiz et son départ du Mexique en 1947. Matiz s'installe au Venezuela, et continue sa carrière en tant que photographe du Palais de Miraflores puis comme gérant de galerie à la Galerie Nationale du Venezuela.
Parmi ses œuvres figurent des personnages et des événements historiques, tels que El Bogotazo (1948), au cours duquel il a été blessé par une balle perdue dans la jambe gauche. Une de ses photographies, « Pavo Real del Mar »  est considérée (1949) comme l’une des 10 meilleures photographies notamment par le musée MoMA de New York,.

## Biographie
Leo Matiz est un artiste qui place au cœur de son travail le photojournalisme au cours des six premières décennies du XXe siècle en Amérique latine, aux États-Unis et en Europe.

### Enfance et Adolescence
Leo Matiz est né en 1917 à Rincón Guapo, un village d'Aracataca (Colombie), dans le département de Magdalena.
Dans son adolescence, il quitta Bogotá pour travailler pour le journal El Tiempo et fréquenta la vie bohème des cafés avec des peintres et des caricaturistes célèbres à la fin des années 1930. Il était dessinateur, peintre, aquarelliste et a réalisé quelques essais photographiques au Panama, au Costa Rica et au Salvador. À la demande d'Enrique Santos Molano "Calibán", grand-père de Juan Manuel Santos, Matiz s'est lancé dans la photographie et a consolidé en Colombie sa réputation de photojournaliste, capturant les événements et les émotions du monde qui l'entourait avec son appareil photo Rolleiflex.

### Vie Adulte
Matiz, a arpenté les cinq continents en tant que journaliste, photographe de cinéma, photographe publicitaire, créateur de journaux et fondateur de galeries d'art.
À la recherche de ce qu'Henri Cartier-Bresson appelait le « moment décisif », Matiz photographie de nombreuses situations du quotidiens au Mexique, en Amérique centrale, en Europe, aux États-Unis, dans les Andes, les Caraïbes, la Palestine, Beyrouth, Tel Aviv et le Venezuela.
Voyager à travers le monde en images a également conduit Leo Matiz à faire des voyages inattendus, comme celui qui l'a placé au cœur des événements à Paris célébrant la libération du régime d'occupation nazie le 24 août 1944, et qui a transformé le paysage urbain de la liberté et l'ivresse collective en impressions géométriques et capricieuses, ou bien au milieu de la guerre civile en Espagne dans les années 1930.
Leo Matiz réalise au cours de sa carrière de photographe de nombreux portraits, recherchant à capturer l'émotion du modèles et les moments d'intimité dans la vie quotidienne de ses sujets.
Il collabore à plusieurs occasions avec des peintres muralistes dans la ville de Mexico, notamment avec Diego Rivera. Celui-ci lui a fait rencontrer sa femme Frida Kahlo, qui devient une muse pour Leo Matiz.
En 1950, il ouvre sa propre galerie d'art à Bogota. Pendant une période de 10 ans, cet espace a accueilli 300 expositions, dont la première exposition de Fernando Botero.

### Accident
En 1971, Leo Matiz est victime d'une violente agression à Bogotá lors d'une tentative de vol de son appareil photo et perd son œil gauche. Il abandonne temporairement la pratique de la photographie. Matiz raconte cet événement dans plusieurs interviews comme la réalisation d'une prémonition qu'il avait eue des années auparavant dans un rêve. Sa fille Alejandra Matiz, vivant alors en Italie, revient à Bogotá pour l'aider à surmonter cet événement et décide de collaborer avec le journal où travaillait son père pour créer une rétrospective de son travail avant l'accident.
Malgré cet accident, Leo Matiz a su poursuivre sa passion. Alejandra Matiz l'accompagnera désormais dans ses voyages pour l'assister dans son travail.
En 1981, il a reçu le prix national de la photographie en Colombie.
En 1995, il a été décoré en tant que "chevalier des Arts et des Lettres" par le gouvernement français.

## Vie familiale
Leo Matiz a été marié sept fois et a eu deux enfants, dont Alejandra Matiz, avec qui il a entretenu une relation étroite toute sa vie. Alejandra a été d'une grande aide pour lui après son accident.
Après le décès de Leo Matiz en 1998, Alejandra Matiz a décidé de créer la Fondation Leo Matiz afin de faire prospérer le travail de son père et de continuer à faire vivre ses photographies dans de nombreux pays. Elle a consacré sa vie au travail de son père.

## Inspiration
Les œuvres de Leo Matiz présentent des thèmes et inspirations communes et récurrentes.
Matiz porte un fort intérêt à la vie quotidienne des gens ordinaires. Son objectif est de capturer les moments intimes et les émotions des individus dans leur environnement naturel.
Matiz est aussi influencé par les peintres muralistes mexicains. Travaillant aux côtés de ces artistes engagés dont Diego Rivera, il a adopté leur approche artistique et leur utilisation de l'art comme moyen de commenter la société.
Le mouvement surréaliste a également exercé une influence sur Matiz. Il intègre parfois des éléments surréalistes dans ses photographies, jouant avec les perspectives, les juxtapositions et les associations visuelles.
Ses nombreux voyages à travers le monde l'ont exposé à différentes cultures. Fasciné par cette richesse culturelle, Matiz cherche à la capturer dans ses photographies, révélant ainsi la beauté et l'unicité des traditions et des coutumes des différents pays qu'il visitait.
Engagé socialement, Matiz partage des idéaux avec les photographes humanistes. Son travail photographique témoignait souvent de sa sensibilité envers les aspects sociaux, politiques et économiques de la vie, reflétant ainsi sa volonté de documenter la condition humaine et de sensibiliser le public aux injustices et aux problèmes sociaux.

## Œuvres et ouvrages célèbres

### Voici une listes des œuvres les plus célèbres du photographe
- "Pavo del Mar"  Cette photographie montre un homme en train de jeter son filet de pêche. La composition de la photographie rappelle un éventail déployant ses plumes.
- "Los niños del basurero" (Les enfants de la décharge) : Cette série de photographies emblématiques capture la vie difficile des enfants vivant et travaillant dans une décharge à Mexico. Ces images ont suscité une prise de conscience sur les conditions de vie précaires de ces enfants et ont été largement diffusées.
- "La Madonna de Bogotá" : Cette photographie emblématique montre une femme humble de Bogotá portant son bébé. Elle est devenue un symbole de la maternité et de la dévotion dans la culture colombienne.
- Portraits de Frida Kahlo : Leo Matiz a photographié la célèbre artiste mexicaine Frida Kahlo à plusieurs reprises, capturant son charme et sa personnalité unique. Ces portraits sont considérés comme des images emblématiques de Frida Kahlo.
- "Los anillos de oro" (Les anneaux d'or) : Cette série de photographies met en lumière la vie quotidienne des mineurs d'or en Colombie. Ces images saisissantes dépeignent les conditions de travail difficiles et la dureté de la vie des mineurs.
- "Los novios de Villa" (Les fiancés de Villa) : Cette série de photographies documente les célébrations de mariage dans le cadre de la révolution mexicaine. Les images captent la joie et l'excitation de ces moments festifs.

### Parmi les ouvrages célèbres de Leo Matiz, voici quelques-unes
- "This is Caracas, 1951"
- "Bavaria, a history of many years, 1966" (sur la région de Bavière)
- "Here was the Liberator, 1976" : Photos au Venezuela des lieux liés à Simón Bolívar, le Libérateur.
- "Leo Matiz, photograph, 1992"
- "Matiz-Siqueiros, Cinquant'anni dopo, L'arte per l'arte, 1997"
- "The third eye, 1994"
- "Leo Matiz, L'objectif magique, 1995"
- "Elect editor, 1995"
- "The metaphor of the eye, 1998"
- "The men of the field, 1997"
- "L'occhio divino, Padoue, Italie, 1999"
- "Leo Tint, 2000"
- "Frida Kahlo-Leo Matiz, Paris, 2003"